# Железноводск (городской округ)
Го́род-куро́рт Железново́дск — городской округ в Ставропольском крае России.
Административный центр — город Железноводск. Крупнейший населённый пункт — курортный посёлок Иноземцево.

## История
Статус и границы городского округа установлены Законом Ставропольского края от 4 октября 2004 год № 88-КЗ «О наделении муниципальных образований Ставропольского края статусом городского, сельского поселения, городского округа, муниципального района».

## Символика
Официальными символами городского округа города-курорта Железноводска как муниципального образования являются герб, флаг и гимн.

### Герб
Действующий герб городского округа утверждён решением Совета города Железноводска от 24 мая 2002 года № 217. 
Описание герба гласит: «Герб города Железноводска представляет собой геральдический щит, поделённый по вертикали и горизонтали на четыре равные части. В правой верхней части (здесь и далее орографически лицом от зрителя) помещён герб Кавказских Минеральных Вод. Слева от герба Кавказских Минеральных Вод на золотом фоне изображена гора Железная зелёного цвета и над нею — белая четырёхконечная звезда. Справа внизу на золотом фоне расположена чаша с бьющими вверх струями минеральной воды. В левой нижней части на лазоревом фоне размещена эмблема медицины (змея с чашей) золотого цвета».
Автор эскиза герба — дизайнер Александр Иванович Плужников (Железноводск).

### Гимн
Гимн городского округа учреждён решением Думы города-курорта Железноводска от 29 ноября 2010 года № 780. Слова гимна написаны Виктором Сидоренко, музыка — Николаем Поповым.
Отчизну, ты, славишь своей красотою,
Здесь дивные горы, живая вода.
Наш город-курорт, под Железной горою,
Тобою гордимся мы в жизни всегда.
Славься, наш город, народом любимый,
Мирным трудом и целебной водой.
Гордость Отчизны — России единой,
Славься в веках, Железноводск, наш родной.
Гостей, ты, встречаешь радушно в объятия,
Чаруешь прохладой зелёных аллей.
И всех, окружив теплотой и вниманием,
Здоровье им даришь руками врачей.
Славься, наш город, народом любимый,
Мирным трудом и целебной водой.
Гордость Отчизны — России единой,
Славься в веках, Железноводск, наш родной.
Цвети, хорошей год от года в столетиях,
Дружбу народов своих сохраняй.
В добрых делах, в ежедневных свершениях,
Славь собой Родину — Отчий наш край.
Славься, наш город, народом любимый,
Мирным трудом и целебной водой.
Гордость Отчизны — России единой,
Славься в веках, Железноводск, наш родной.

## Население
| 1853    | 1858    | 1861    | 1865    | 1890    | 1897    | 1923    | 1925    | 1926    | 1931    | 1939    | 1959    |
| ------- | ------- | ------- | ------- | ------- | ------- | ------- | ------- | ------- | ------- | ------- | ------- |
| 192     | ↗200    | ↗255    | ↘247    | ↗831    | ↘300    | ↗1870   | →1870   | ↗2053   | ↗2591   | ↗7427   | ↗11 927 |
| 1970    | 1979    | 1989    | 1990    | 1991    | 1992    | 1993    | 1994    | 1995    | 1996    | 1998    | 2000    |
| ↗18 795 | ↗23 537 | ↗28 460 | ↗45 849 | ↗46 349 | ↘29 400 | ↗47 502 | ↗48 109 | ↗48 608 | ↘29 900 | ↗30 300 | →30 300 |
| 2001    | 2002    | 2003    | 2005    | 2006    | 2007    | 2008    | 2009    | 2010    | 2011    | 2012    | 2013    |
| ↘30 100 | ↘25 135 | ↘25 100 | ↘24 700 | ↘24 400 | ↘24 100 | ↘23 800 | ↘23 763 | ↗24 433 | ↗24 438 | ↘24 361 | ↗24 466 |
| 2014    | 2015    | 2016    | 2017    | 2018    | 2019    | 2020    | 2021    | 2023    | 2024    | 2025    |         |
| ↘24 438 | ↗24 950 | ↗25 126 | ↗25 203 | ↘24 912 | ↘24 768 | ↗24 919 | ↘22 863 | ↘22 418 | ↘22 113 | ↘21 727 |         |

По итогам переписи населения 2020 года проживали следующие национальности (национальности менее 1 % и другое, см. в сноске к строке «Другие»):
| Национальность | Численность, чел. | Доля     |
| -------------- | ----------------- | -------- |
| Русские        | 41 566            | 82,53 %  |
| Армяне         | 2633              | 5,23 %   |
| Греки          | 850               | 1,69 %   |
| Другие         | 5314              | 10,55 %  |
| Итого          | 50 363            | 100,00 % |

## Состав городского округа
| № | Населённый пункт | Тип населённого пункта        | Население |
| - | ---------------- | ----------------------------- | --------- |
| 1 | Железноводск     | город, административный центр | ↘21 727   |
| 2 | Иноземцево       | посёлок (пгт)                 | ↗28 091   |

## Руководство города и округа
- Упоминание 22 октября 1941 года - секретарь Железноводского городского комитета партии Р.Ф. Кудлаев

Главы администрации
- с марта 2001 года до 2006 года — Зубцов Анатолий Семёнович
- до сентября 2009 года — Лозовой Виктор Иванович
- до 17.12.2012 года[41] — Рудаков, Александр Анатольевич
- с 10.03.2013 года[42] по 12.10.2013 года (погиб в ДТП) — Силантьев Владимир Валентинович[43].
- с 16.10.2013 года и. о. — Брусенцов Юрий Васильевич.
- с 28.01.2014 до 18.11.2016 года — Мельникова Вера Борисовна

Главы города-курорта
- - 2021 Моисеев Евгений Иванович[44]
- с 2021 - Бакулин Евгений Евгеньевич[45]

Председатели Думы города-курорта
- Рудаков Александр Анатольевич[44]